# Referendum in Slovenia del 2017-2018
Il referendum del 2017-2018 in Slovenia è stato una consultazione elettorale di iniziativa popolare svoltasi in Slovenia per tentare di abrogare una legge sul raddoppio della ferrovia Divaccia-Capodistria.
Il primo voto del 24 settembre 2017 è stato annullato dalla Corte suprema, cosicché è stato ripetuto il 13 maggio 2018.
In entrambe le votazioni l'affluenza di elettori non ha superato il quorum previsto dalla Costituzione; peraltro nella prima tornata del referendum la maggioranza degli elettori ha comunque espresso un parere favorevole al progetto ferroviario, mentre nella seconda tornata i voti contrari hanno superato di poco quelli favorevoli, fermandosi però molto al di sotto del numero minimo di voti contrari necessario per l'annullamento della legge approvata dall'Assemblea nazionale. La legge pertanto è rimasta in vigore.

## Contesto

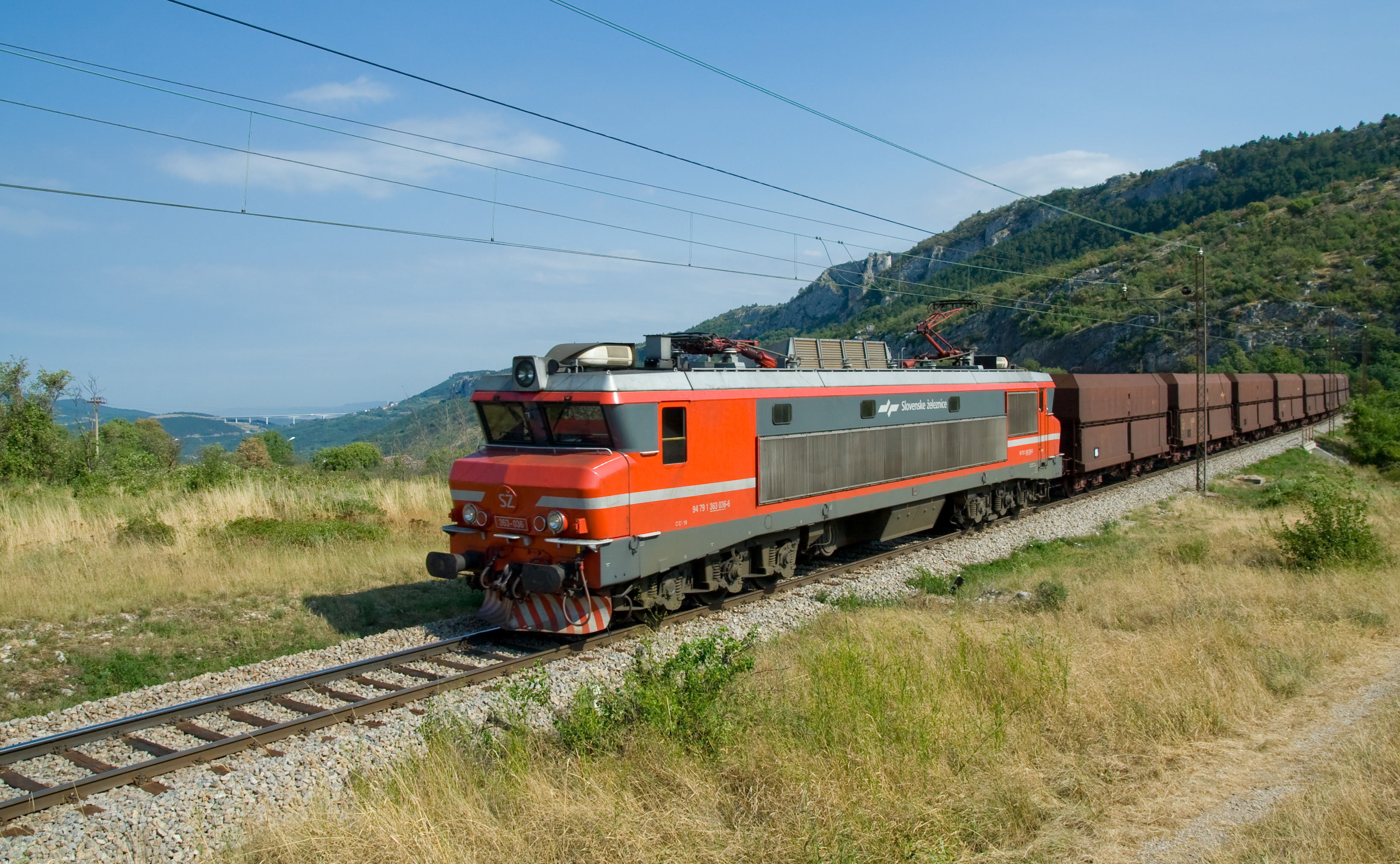
Ferrovia Divaccia-Capodistria.

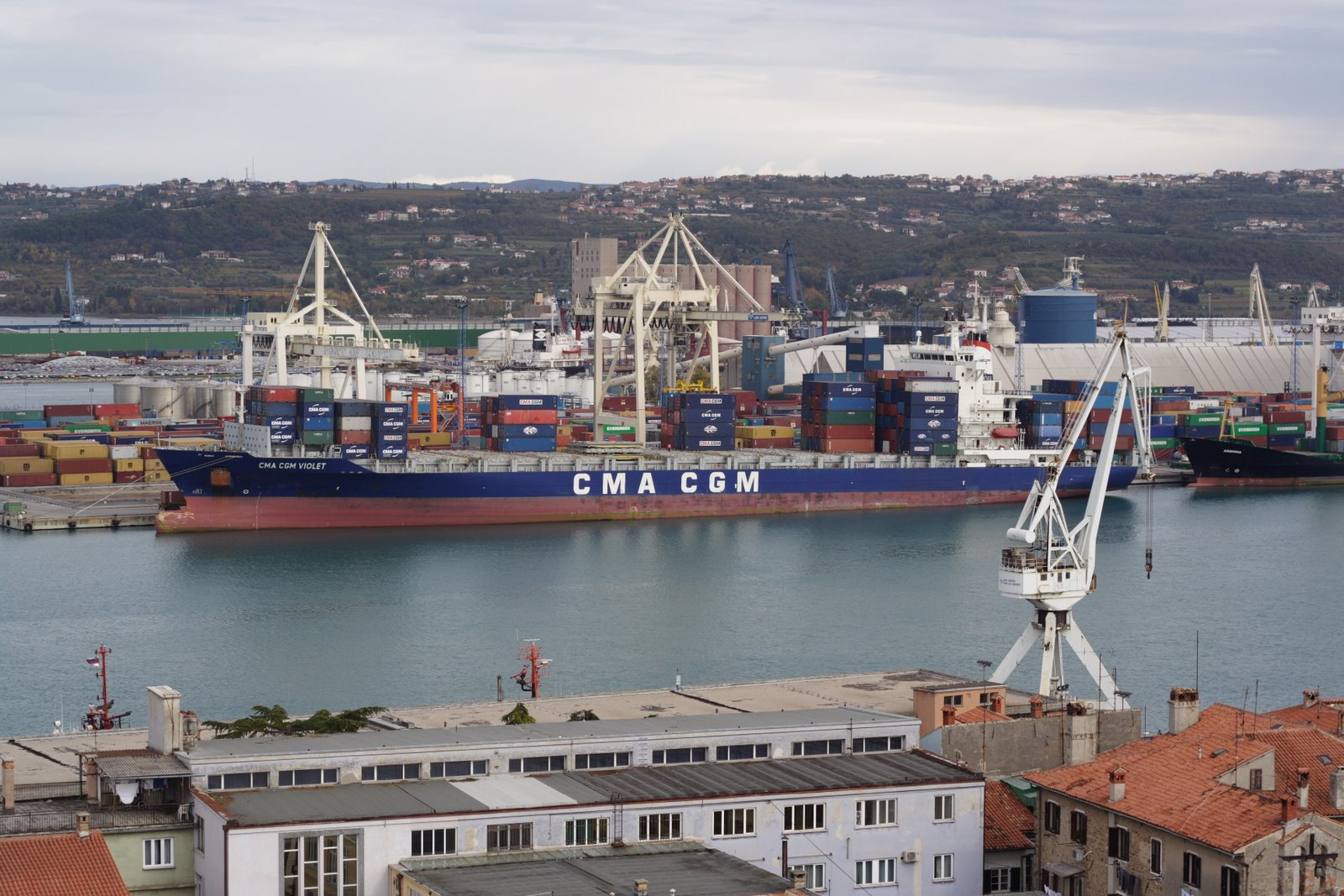
Il porto di Capodistria.

Il 20 aprile 2017 il governo sloveno guidato da Miro Cerar presentò all'Assemblea nazionale un disegno di legge per la costruzione di un secondo binario ferroviario tra Capodistria e Divaccia, con il relativo piano finanziario sostenuto da un contributo dell'Unione europea di 200 milioni di euro. Secondo il governo Cerar, il raddoppio del tracciato avrebbe aiutato lo sviluppo del porto di Capodistria, unico porto commerciale della Slovenia con 22 milioni di tonnellate di merci nel 2016 e uno dei maggiori del Mare Adriatico settentrionale.
Per alleggerire il traffico sull'unico binario esistente, in cattive condizioni e già al limite per la capacità, oltre al raddoppio ferroviario è stato proposto di costruire una nuova galleria e due viadotti. Il costo dell'intero progetto era stimato in circa un miliardo di euro. A partire dal 4 luglio 2017, il governo sloveno ha ricevuto dall'Unione europea un primo finanziamento di 44,3 milioni di euro; inoltre, anche l'Ungheria (paese senza sbocco sul mare e con gran parte delle sue importazioni in transito attraverso il porto di Capodistria) era pronto a contribuire al finanziamento con 200 milioni di euro.
Il progetto è stato approvato dall'Assemblea nazionale con 49 voti contro 24, tuttavia il 26 aprile successivo il Consiglio nazionale ha respinto il disegno di legge con 23 voti contro 2. La camera bassa è stata così costretta a riesaminare la proposta, che è stata riapprovata l'8 maggio 2018 con 56 voti contro 19.

## Iniziativa referendaria
Nel frattempo, un comitato per la raccolta delle firme chiamato Davkoplačevalci se ne damo (I contribuenti non devono pagare), guidato da Vili Kovačičič, si attivò per indire un referendum di iniziativa popolare ai sensi degli articoli 90, 97 e 99 della Costituzione slovena, che consente questa forma di democrazia diretta quando vengono raccolte almeno 2.500 firme per avviare l'iter referendario, alle quali devono seguire almeno 40.000 firme entro un mese. Il 15 maggio il comitato riuscì a depositare 4.500 firme, consentendo così l'inizio ufficiale della raccolta delle sottoscrizioni tra il 19 maggio e il 22 giugno, durante il quale furono raccolte 48.000 firme.
Il 5 luglio successivo il Parlamento fissò la data del referendum, che però venne impugnata il 21 luglio innanzi alla Corte suprema da parte del comitato promotore, il quale chiedeva che il referendum si svolgesse contemporaneamente alle elezioni presidenziali del 22 ottobre, al fine di garantire una maggiore partecipazione. Tuttavia, la Corte respinse tale richiesta e confermò per il referendum la data del 24 settembre 2017.

## Normativa referendaria
Secondo l'articolo 90 della Costituzione slovena, 40.000 elettori possono chiedere all'Assemblea nazionale l'indizione di un referendum confermativo di una legge approvata dall'Assemblea medesima; la legge è respinta se la maggioranza dei votanti esprime voto contrario e raggiunge la soglia di un quinto degli elettori registrati.
Per respingere la legge era quindi necessario il voto contrario di almeno 343.000 elettori circa (pari al 20% dei circa 1,7 cittadini sloveni con diritto di voto), oltre naturalmente alla prevalenza rispetto al voto favorevole.

## Campagna referendaria
Nella campagna referendaria entrambe le parti erano d'accordo sulla necessità del raddoppio ferroviario, ma vi erano divergenze sui dettagli della legge. I promotori del referendum denunciavano la presunta mancanza di trasparenza per quanto riguardava le risorse finanziarie, oltre a questioni relative al tracciato proposto e al coinvolgimento dell'Ungheria come potenziale partner nel progetto di costruzione. I sostenitori della legge citavano invece il contributo finanziario dell'Unione europea già approvato, la creazione di nuovi posti di lavoro, il fatto che il rifiuto della legge avrebbe comportato un ritardo di diversi anni per l'inizio della costruzione e il fatto che il percorso proposto era ottimale, sulla base di una serie di studi di esperti e concordato da tutti i governi locali sloveni già dal 2004. Fra i partiti maggiori, l'approvazione della legge era sostenuta dalla coalizione governativa composta dal Partito del Centro Moderno e dai Socialdemocratici, mentre il Partito Democratico dei Pensionati della Slovenia era rimasto neutrale. Viceversa, la legge era stata osteggiata da Partito Democratico Sloveno, Nuova Slovenia e La Sinistra. Alla campagna referendaria hanno preso parte anche numerosi partiti politici minoritari e associazioni su entrambe le posizioni.
L'opposizione al governo di Milo Cerar fece di questo tema una questione chiave per le future elezioni legislative del 2018.

## Quesito
Il referendum di iniziativa popolare riguardava un progetto di legge approvato dall'Assemblea nazionale slovena per la costruzione di una seconda linea ferroviaria tra Capodistria e Divaccia per agevolare la crescita del porto di Capodistria, il cui costo era stimato in diverse centinaia di milioni di euro.

## Risultati del voto del 2017
| Preferenza                    | Voti      | %       |
| ----------------------------- | --------- | ------- |
| Sì                            | 186.877   | 53,47%  |
| No                            | 162.596   | 46,53%  |
| Voti validi                   | 349.473   | 99,74%  |
| Bianche/nulle                 | 2.619     | 0,26%   |
| Totale votanti                | 352.092   | 100,00% |
| Elettori registrati/affluenza | 1.713.532 | 20,55%  |
| Fonte:                        |           |         |

## Conseguenze e ricorso
Commentando i risultati, il primo ministro Miro Cerar dichiarò che i risultati riflettevano il sostegno degli elettori al progetto e che essi erano stanchi di intrighi politici, sottolineando inoltre che questo progetto non si sarebbe trasformato in "un altro Teš 6", riferendosi agli scandali di corruzione scoperti per la costruzione di una nuova centrale elettrica a Šoštanj. Il ministro delle infrastrutture Peter Gašparič definì il referendum come un "esperimento inutile". Dalla parte opposta, il Partito Democratico Sloveno dichiarò che avrebbe comunque continuato a monitorare il progetto e che la campagna elettorale aveva avuto l'effetto positivo di diminuire notevolmente i costi stimati del progetto, che avrebbe dovuto assegnare i primi appalti pubblici e aprire i cantieri nel 2018.
A seguito dei risultati del referendum, Vili Kovačič contestò i risultati davanti alla Corte suprema, sostenendo che la legge che disciplinava i referendum e le iniziative civili non erano compatibili con la costituzione, citando il fatto che il governo aveva speso 97.000 euro di fondi pubblici per la campagna a sostegno della legge proposta.
Il 14 marzo 2018 la Corte suprema, dopo aver chiesto parere alla Corte costituzionale, accolse il ricorso, annullando lo scrutinio e ordinando una seconda consultazione referendaria sullo stesso tema, che venne convocata per il successivo 13 maggio.
Dal momento che il collegamento ferroviario era il più grande progetto del governo Cerar, subito dopo la sentenza della Corte suprema il primo ministro Miro Cerar annunciò le proprie dimissioni a pochi mesi dalla scadenza del mandato, dichiarando che il verdetto del tribunale era la "goccia che faceva traboccare il vaso" da parte di coloro che volevano bloccare lo sviluppo economico della Slovenia, riferendosi anche alle tensioni all'interno della coalizione tra le ragioni delle sue dimissioni.

## Il secondo voto
I sostenitori del referendum espressero il desiderio che il referendum si ripetesse il 3 giugno 2018 contemporaneamente alle anticipate elezioni parlamentari, al fine di ottenere una maggiore affluenza alle urne. Tuttavia, la Corte suprema sostenne la decisione del Comitato elettorale nazionale di tenere le elezioni e il referendum in due date separate.
Il referendum fu ripetuto il 13 maggio 2018: in questa seconda tornata l'affluenza al voto fu ancora più bassa (15,01%), favorendo così la vittoria dei contrari, che per appena 370 voti prevalsero (50,06%) sui favorevoli. Tuttavia, il numero di voti per il no è stato troppo basso rispetto agli elettori registrati (7,50%), cosicché la legge è rimasta in vigore.
Dopo il secondo scrutinio, l'attivista Vili Kovačič annunciò l'intenzione di ripresentare nuovamente un ricorso alla Corte suprema contro il risultato. Miro Cerar, primo ministro ad interim, e Peter Gašperšič, ministro per le infrastrutture ad interim, espressero la propria soddisfazione per il risultato, dichiarando che si aspettavano che il progetto continuasse presto. Cerar inoltre rimproverò Kovačič e Janez Janša per aver tenuto essenzialmente in ostaggio il paese e aver ritardato il progetto per un anno.
Pochi giorni dopo gli scrutini, la Commissione europea stanziò un ulteriore contributo a fondo perduto di 109 milioni di euro, da sommarsi ai precedenti 44,3 milioni di euro già trasferiti.

## Risultati del voto del 2018
| Preferenza                    | Voti      | %       |
| ----------------------------- | --------- | ------- |
| Sì                            | 127.293   | 49,94%  |
| No                            | 127.602   | 50,06%  |
| Voti validi                   | 254.895   | 99,14%  |
| Bianche/nulle                 | 2.203     | 0,86%   |
| Totale votanti                | 257.098   | 100,00% |
| Elettori registrati/affluenza | 1.712.686 | 15.01%  |
| Fonte:                        |           |         |